# L'uomo di Londra (film 2007)
L'uomo di Londra (A londoni férfi) è un film del 2007 diretto da Béla Tarr, ispirato al romanzo di Georges Simenon L'uomo di Londra.
Il film è stato presentato in concorso al Festival di Cannes.

## Trama
Maloin, uomo schivo e taciturno, addetto agli scambi in una piccola stazione ferroviaria di un porto, è testimone di un omicidio ed entra in possesso di una grossa somma di denaro. Comincia a spendere più soldi del solito e un ispettore di polizia inizia a sospettare di lui. Da quel giorno la sua vita non sarà più la stessa.